# Mesechtiu (ägyptische Mythologie)
Mesechtiu ist der Name einer bereits im Alten Reich bezeugten altägyptischen Himmelsgottheit vom Sternbild des großen Wagens. In der neuägyptischen Sprache änderte sich die hieroglyphische Schreibung des Ausdrucks. Zusätzlich wurde im Neuen Reich in Verbindung mit dem altägyptischen Totenbuch der Begriff des Sternbildes „Mesechtiu“ teilweise durch „Chepesch“ ersetzt.

## Mythologische Verbindungen
Mit Beginn der 2. Dynastie symbolisierten Horus und Seth „die beiden Länder“ Unter- und Oberägypten, deren Vereinigung mit dem „Vereinigungsfest der beiden Länder“ jeder König bei Amtsantritt feierte.

### Altes Reich bis Neues Reich
Der König (Pharao) sah sich im frühen Alten Reich als Verkörperung des von Horus und Seth personifizierten Königtums. Im Alten Reich verweisen die Titel von Mesechtiu „Er ist der, der den Untergang nicht kennt“ und „Der Unvergängliche“ auf die mythologische Rolle sowie die Zuordnung zum Wüstengott Seth, da ab dem Alten Reich der astronomische Umstand eintrat, dass das Sternbild des Seth als einzige Konstellation des Himmels nicht unterging. Mit Beginn der 4. Dynastie übernahmen diverse Himmelsgottheiten die Rolle des Boten und Vorbereiters für den Himmelsaufstieg des Königs:

„Siehe, der König steigt auf, siehe der König kommt. Er kommt aber nicht von selbst. Eure Boten sind es, die ihn gebracht haben, das Wort des Gottes hat ihn aufsteigen lassen.“

Im Mittleren Reich trat Mesechtiu gemeinsam mit Sah, Gott des Sternbildes Orion, in Erscheinung, um den Thron des verstorbenen Königs vorzubereiten, den er nach seinem Himmelsaufstieg einnahm. Mesechtiu gehörte zudem mit Sah zu der Schiffsbesatzung der Himmelsbarke, die den verstorbenen König zu seinem Himmelsthron brachte. Entsprechend galt Mesechtiu als „Begleiter der Verstorbenen zum westlichen Horizont“.
Im Neuen Reich gehörte Mesechtiu zu jener Göttergruppe, die „die Geheimnisse des großen Gottes der Duat überbringt“. Die unendliche Lebenszeit des Königs wurde mit der des nie untergehenden Mesechtiu gleichgesetzt. Als Sternbild wurde er in den „nördlichen Himmel“ verortet, das „nicht in die Duat eintreten konnte, da dort Re als helle Himmelsgottheit wacht“. Im Verbund der neun Sechet-iaru-Gebietsgottheiten nimmt Mesechtiu den dritten Platz ein.

### Spätzeit bis Griechisch-römische Zeit
Während der Spätzeit „lässt Mesechtiu Apophis nicht in den nördlichen Himmel, während Sah Apophis im südlichen Himmel bindet“. In der griechisch-römischen Zeit wird Mesechtiu in unklarem Zusammenhang als Schöpfungsgottheit aufgeführt, die bei der „Erschaffung der Welt“ mitwirkte. Seine positiven Eigenschaften sind jedoch in das Gegenteil verkehrt. Mesechtiu gilt in seiner Eigenschaft des Seth als „Feind des Sah (Osiris), der von Isis als Sopdet gefesselt daran gehindert wird, in die Duat einzutreten“.
Der Verstorbene erblickt Mesechtiu am „Tag des Zurückhaltens“ gegenüber von Sah stehend, wobei Sah als Gottheit des Sternbildes Orion im südlichen Himmel auftritt, während Mesechtiu gleichbedeutend für den nördlichen Himmel steht. Entsprechend lautet ein weiterer Titel: „Er ist der, der im nördlichen Himmel ist“. In anderen Texten heißt es: „Isis fesselt als Ipet den „Stierschenkel am nördlichen Himmel“, um zu verhindern, dass er in die Duat hinabfällt“. In Verbindung zum selbigen Sternbild Chepesch gilt Mesechtiu ebenfalls als Feind:

„Thot schneidet den Schenkel (Chepesch) des Seth ab und hebt ihn hoch in die Mitte des Himmels. Die Messerdämonen Chatiu bewachen ihn, den Mesechtiu des nördlichen Himmels und Reret hält ihn fest.“

## Darstellungsformen und weitere Titel
Im Mittleren Reich tritt Mesechtiu mit erhobenen Armen als stehende Gottheit auf, die ein Seil festhält; ab dem Neuen Reich ohne Seil und mit herabhängenden Armen sowie als stehende Mumie. Mit Beginn der griechisch-römischen Zeit ändert sich die Ikonografie erneut. Mesechtiu wird nun als Stier oder mit ovalförmigem Stieroberkörper dargestellt.
Er führt als weitere Titel die Bezeichnungen: „Iti-Mesechtiu“, „Per-em-Mesechtiu“, „Sebau-sefeh-nu-Mesechtiu“ und „Ka-nechet-Sah-Mesechtiu“.